# Manuel José Argañarás
Manuel José Argañarás (Ciudad de Santiago del Estero, Argentina, 19 de junio de 1885 – La Plata, provincia de Buenos Aires, Argentina, 28 de enero de 1973) fue un abogado, juez y ministro de la Corte Suprema de Justicia de Argentina. En algunos casos se lo nombra como Manuel José Argañaraz pero en los fallos de la Corte aparece en la forma arriba indicada.  Era hijo de Manuel Argañarás y de Rosario López Cabanillas, esta última, hermana de Lucas Carmen López Cabanillas, que integró la Corte Suprema entre 1910 y 1915.

## Actividad judicial
Estudió  en la Facultad de Derecho de la Universidad de Buenos Aires, donde se recibió de abogado en 1908, con un estudio sobre Efectos de la sentencia sobre la prescripción del derecho ventilado; la prescripción de la ejecutoria,  que se publicó en Buenos Aires en 1922.
Ingresó a la administración de justicia en la provincia de Buenos Aires desempeñando entre 1914 y 1918 en el departamento judicial de Costa Sud, Bahía Blanca, como secretario de juzgado en lo civil, secretario de la cámara de apelaciones y juez civil. Con este último cargo pasó al departamento judicial del Centro, en Mercedes, hasta 1924 en que ascendió a juez de la Cámara de Apelaciones en lo Civil y Comercial. Tres años después fue trasladado con este cargo a La Plata. El interventor federal en la provincia lo nombró juez de la Suprema Corte provincial el 16 de septiembre de 1930 y posteriormente fue confirmado por el gobierno electo. Renunció y se jubiló en octubre de 1946.
El presidente de facto Lonardi que había asumido el poder al ser derrocado Juan Domingo Perón lo designó juez de la Corte Suprema de Justicia por decreto del 6 de octubre de 1955 en reemplazo de los integrantes que habían sido removidos por decreto N.º 318 del 4 de octubre de 1955. Juró al igual que los otros nombrados el 7 de octubre del mismo año
Al asumir el gobierno constitucional encabezado por el presidente Arturo Frondizi presentó la renuncia al cargo el 8 de mayo de 1958, la que le fue aceptada.
Compartió La Corte Suprema en distintos momentos con Alfredo Orgaz, Enrique Valentín Galli, Carlos Herrera, Jorge Vera Vallejo y Benjamín Villegas Basavilbaso.

## Obras
Entre sus obras jurídicas se recuerdan La Prescripcion Extintiva y la actualización con textos de doctrina, legislación y jurisprudencia del tomo de Derechos reales del clásico Tratado de Derecho Civil de Raymundo Miguel Salvat.
Falleció en La Plata, donde residía, el 28 de enero de 1973.